# Deronectes nilssoni
Deronectes nilssoni is een keversoort uit de familie waterroofkevers (Dytiscidae). De wetenschappelijke naam van de soort is voor het eerst geldig gepubliceerd in 1992 door Fery & Wewalka.